# Деревляник Микола Яношович
Деревляник Микола Яношович (22 жовтня 1917 — 14 жовтня 2024) — український довгожитель угорського походження, чий вік не підверджено Групою геронтологічних досліджень (GRG). Він був найстарішою живою людиною в Закарпатській області, найстарішим живим чоловіком та третьою живою найстарішою людиною в Україні (після Катерини Коць та Олени Рибалко). Його вік становив 106 років, 358 днів.

## Біографія
Деревляник Микола Яношович народився 22 жовтня 1917 року в Каба, Австро-Угорщина (тепер графство Гайду-Бігар, Угорщина). У 1918 році померла його мати від запалення легенів. У віці 4-х років переїхав з родиною до Ужгорода, Україна. Пізніше понад 46 років працював на пошті, де був головним касиром центрального відділення міського поштового відділення.
У 1985 році померла його дружина.
У віці 90 років, він самостійно ходив у гори, де мешкав кілька тижнів у наметі. Тоді ж самостійно майстрував лавки, столи та копав колодязі.
31 березня 2019 року у віці 101 року він був найстарішим живим чоловіком в Україні, хто прийшов віддати свій голос під час виборів президента.
Своїм секретом довголіття називає те що: Я не зловживав своїми органами. Тому вони тепер вдячно дають віддачу. Мені жоден орган не скаржиться.
Проживав у власному будинку в місті Ужгород, Закарпатської області, Україна. Помер 14 жовтня 2024 року у віці 106 років, 358 днів, за тиждень до свого 107-річчя.